# آنارکی
آنارکی (به انگلیسی: Anarky) یک شخصیت خیالی در کتاب‌های کامیک آمریکایی منتشر شده توسط دی‌سی کامیکس است که اغلب به عنوان دشمن شخصیت ابرقهرمان بتمن و گرین ارو محسوب می‌شود. آناراکی اول به شکل مترسک به کمیک‌های بتمن آمد ولی بعد از مدتی پسری باهوش است که در ۱۰ نقطه شهر بمب می‌گذارد. در اینجا آناراکی با کاپشن و نقاب سفید است که قدرت به خصوصی ندارد. او توسط آلن گرانت و نورم بریفاگل درست شده است، او برای اولین بار در کمیک کارآگاهی شماره ۶۰۸ (نوامبر ۱۹۸۹) به عنوان دشمن بتمن ظاهر شد. او به عنوان لونی ماچین فردی با دانش فلسفی رادیکال و به منظور سرنگونی دولت‌ها برای بهبود شرایط اجتماعی معرفی شده است. داستان‌هایی که در اطراف آنارکی متمرکز هستند، اغلب به موضوعات سیاسی و فلسفی متمرکز می‌شوند.

## در رسانه‌ها

### بازی‌های ویدئویی
- او در بازی‌های ویدئویی مرتبط با بتمن نظیر لگویی و بتمن: شوالیه آرکهام و ریشه‌های آرکهام هم حضور دارد.